# Trachselwald (distrikt)
Trachselwald var fram till 31 december 2009 ett amtsbezirk i kantonen Bern, Schweiz. Trachselwald var indelat i tio kommuner:
- Affoltern im Emmental
- Dürrenroth
- Eriswil
- Huttwil
- Lützelflüh
- Rüegsau
- Sumiswald
- Trachselwald
- Walterswil
- Wyssachen